# Varga István (közgazdász)
| Kattints az alábbi külső linkek egyikére! | Kattints az alábbi külső linkek egyikére!                                              |
| ----------------------------------------- | -------------------------------------------------------------------------------------- |
| Nem található szabad kép.(?)              |                                                                                        |
| külső link · jogvédett                    | Bognár József. Meghalt Varga István (1897-1962). Közgazdász. 1963. január 28. 1-2. sz. |

Varga István (Budapest, 1897. július 5. – Budapest, 1962. december 30.) posztumusz Széchenyi-díjjal kitüntetett közgazdász, egyetemi tanár, gazdaságpolitikus.

## Családja, tanulmányai
Polgári család harmadik gyermekeként látta meg a napvilágot. Édesapja született Varga Emil (eredetileg Móric) (1866–1902) délvidékről, Bácskuláról (ma Kúla, Szerbia) származó zsidó gabonakereskedő volt. Születésekor édesapja, mint egyéni vállalkozó Budapesten tőzsdeügynökként működött. Nagyapja szintén kereskedő volt, aki még Wetzelberg Lázár (1835–1907) néven született a Bács-Bodrog vármegyei Szelencse későbbi nevén Bácsújfalu (ma Selenča, Szerbia) községben. Nevét 1889. március 13-án kelt belügyminisztériumi határozat alapján magyarosította Vargára. Apai nagyanyja Beck Mária (1829–1907) volt. Beck Simon és Krishaber Netti gyermeke, aki szintén a délvidéki Bácskuláról származott. Beck Mária első férje Szekula Zsigmond volt, akitől két gyermeke született: Szekula Ákos és Gyula. Varga édesapjának féltestvérei később érdemeikért bácskulai előnevet kapott Szekula Ákos (1858–1920 után) és Szekula Gyula (1850–1920) voltak. Szekula Ákos az Adria Biztosító Társaság erdélyi vezérfelügyelője volt míg Szekula Gyula a Kassa–Oderbergi Vasút igazgatója, királyi, miniszteri tanácsos, vasúti szakíró valamint hírlapíró volt. Több közgazdasági szakcikkeket is publikált. Varga István édesapja hosszú betegeskedés után, 1902. május 18-án, igen fiatalon 37 évesen elhunyt. Így édesanyjára született Treichlinger Ilonára (1870–1949) maradt a három gyermek Varga István (1897–1962), Varga Lujza (1898–1985) és Varga György (1895–1918) felnevelése. Testvére Varga György az első világháborúban 1918. november 4-én fejlövés következtében hősi halált halt.
1935-ben házasodott meg, felesége Raffai (Raffius) Erzsébet operaénekesnő, gyermekük nem született.
Elemi iskolába az V. kerületi Szemere utcai népiskolába járt. A ma is létező Vas utcai kereskedelmi szakiskolában 1916. május 6-án tett felső-kereskedelmi érettségit, majd a Markó utcai Főgimnáziumban gimnáziumi érettségit szerzett 1918. június 30-án. Középiskolai tanulmányait azonban időközben félbeszakította az első világháború.
Középiskolai tanulmányait megszakítva 18 évesen katonai szolgálatra kellett bevonulnia, ahol az 1. számú császári és királyi boszniai-hercegovinai gyalogezredbe került. Itt több hónapig a galíciai fronton teljesített harctéri szolgálatot. (Az első világháborúban tett szolgálataiért számos alkalommal kitüntették, az első kitüntetéseit 1917-ben kapta. Szolgálataiért az első osztályú ezüst vitézségi érmet (1917. szeptember 26.), a Signum Laudist, a Károly-csapatkeresztet (1917. szeptember), a sebesülési érmet, háborús emlékérmet és rokkantjelvényt kapott. Súlyos sebesülése miatt 1917-ben tartalékos hadnagy lett. 1919-ben rokkantként nyugállományba helyezték, katonakönyvét bevonták.
Egyetemi tanulmányát a Budapesti Tudományegyetem Jog- és Államtudományi Karán kezdte meg. A jogi tanulmányok folytatása mellett a Királyi József Műegyetem Közgazdasági karának előadásait is hallgatta. A Műegyetemen 1919. december 13-án kitűnő minősítéssel szerezte meg a közgazdaságtudományi oklevelet. 1920. május 29-én államtudományi doktorrá avatták.

## Élete és tudományos munkássága
Diplomázása után nem sokkal a Magyar Királyi Központi Statisztikai Hivatalban helyezkedett el. Itt 1919. április 17-től 1920. július 31-ig alkalmazotti állásban díjnokként dolgozott. Közben 1920. május 15-től a július 7. között rövid ideig a II. kerületi Ponty utcai Felső Kereskedelmi iskolában jogot és közgazdaságot tanított. A nyár elején munkahelyet váltott és 1920. augusztus 3-tól majd három évig egészen 1923. szeptember 30-ig a Magyar Általános Hitelbank főtisztviselőjeként működött. Banki munkája mellett 1920-tól a Budapesti Tudományegyetemen statisztikai és közgazdaságtani szemináriumok adjunktusa, és a Királyi József Műegyetem Közgazdasági Osztályának szemináriumvezetőjeként dolgozott. Valódi tudósi pályafutása ekkor indult meg.
Az 1922-1923-as tanévben Berlinben és Londonban folytatott tanulmányokat tanulmányokat a Vallás és Közoktatásügyi Minisztérium (ösztöndíjának) támogatásával.. Az 1926-1927-es tanévben az Egyesült Államokban a Pittsburghi Egyetemen statisztikai tanulmányokat végzett, illetve vendégelőadóként közgazdaságtani előadásokat is tartott. Feladata az volt, hogy a részben finanszírozó Vallás és Közoktatásügyi Minisztériummal aktív kapcsolatot tartson fenn és az előkészítést koordinálja. Varga az egyetemen pénzügyi és adózásügyi előadásokat tartott, nemcsak magyarul, hanem, mint később is az általa ismert nyelveken (angolul, németül, franciául).
1927. november 1-jén bízták meg a Magyar Gazdaságkutató Intézet megszervezésével és vezetésével. Közben az egyetemen is tanított. Az Intézet egyesületi formában az 1928. december 6-ai alakuló közgyűléssel jött létre. Az igazgatói tisztséget egészen 1949. augusztus 15-ig, az Intézet megszűnéséig Varga töltötte be. Varga István külön engedélyhez folyamodott a Pázmány Péter Tudományegyetemhez, hogy előadásainak egy részét az Intézményben tarthassa. Ez elsősorban a gyakorlati órák miatt volt hasznos a hallgatóknak, akik közül számos tanítványa ismert tudós, és közgazdász lett. Vezetése alatt az Intézet alkotóműhellyé vált, ahonnan olyan későbbi neves tudósok kerültek ki, mint Andorka Rudolf, Balassa Béla, Halabuk László, Fügedi Tamás. A Magyar Tudományos Akadémiától jutalomban, emlékéremben részesült 1943-ban, a Gazdaságkutató Intézet körül kifejtett munkásságáért.
Számos önálló tanulmánya, cikke jelent meg a Közgazdasági Szemlében, a Statisztikai Szemlében, a Világgazdasági Szemlében, illetve a Magyar Gazdaságkutató Intézet külön kiadványaiban is.
Az intézetvezetői állása mellett oktatói tevékenységét is aktívan folytatta. 1933-ban a Pázmány Péter Tudományegyetemen egyetemi magántanárrá nevezték ki, 1940-től nyilvános rendkívüli tanárként tanított.
1939-től 1944-ig a német nyelven megjelenő Südost Economist nevű gazdasági hetilapnak volt a szerkesztője és felelős kiadója, melyben írásainak egy részét névtelenül jelentette meg.
Munkássága egy időre megszakadt, amikor Magyarország náci megszállása idején 1944. március végén németellenes összeesküvés vádjával letartóztatták és elhurcolták. A vád szerint 1943-ban Baranyai Lipóttal az MNB elnökével egy olyan koncepció kidolgozásán fáradoztak, melyben megtervezték a magyar gazdaság háborút követő újjászervezését, s mindezt a szövetségesek győzelmét feltételezve. Varga István 1944-es fogsága idején Matolcsy Mátyásra bízta az intézet vezetését. A vád hivatalosan németellenes összeesküvés volt. Varga Istvánt előbb Budapesten tartották fogva. Kezdetben hol a Svábhegyen, hol pedig a Gyorskocsi utcában őrizték. 1944. április 30-ig a Zrínyi utcai főkapitányság 200-as cellájában, ezt követően pedig október 18-ig a Pest vidéki törvényszék fogházának 1. számú cellájában raboskodott. Innen a bécsi börtönbe vitték ezután az ausztriai oberlanzensdorfi „Arbeitserziehungslager”-be, azaz munkatárborba szállították. Végül 1944. november legvégén Berlinbe vitték, a németek az ottani börtöneikben „szállásolták” el. A családi visszaemlékezés szerint Németországban dolgoztatták, főleg, mint szakembert, gazdasági jellegű munkákat kapott. Varga 13 hónap raboskodás után 1945. június 10-én érkezett vissza Budapestre. Varga István hazatérése után rögtön visszatért eredeti állásába, és a Gazdaságkutató Intézet megszűnéséig azaz 1949. augusztus 15-ig annak igazgatója maradt.
1945. június 13-tól új szerepkörben jelent meg és ekkortól politikai pályafutása is megkezdődött, bár mindvégig mit hozzáértő gazdasági szakember tevékenykedett a politikai vonalon zömmel a Független Kisgazdapárt köreiben.
Hazatérését követően 1945. június 13-tól az Újjáépítésügyi Minisztérium főcsoportvezetője lett, 1946-tól pedig már államtitkári címmel és hatáskörrel rendelkezett. 1945 novemberében a Pázmány Péter Tudományegyetem nyilvános rendes tanárrá nevezte ki.
Tudományos munkássága és neves közgazdászok - többek között Heller Farkas, Navratil Ákos - ajánlása alapján a Magyar Tudományos Akadémia 1945-ben levelező és egy évvel később igazgató tanácsi taggá, majd az átszervezés után 1949-től tanácskozó taggá minősítették vissza..
1946-tól egy időben látta el az Anyag- és Árhivatal elnöki tisztségét, valamint az Iparügyi Minisztériumban és az Építésügyi Minisztériumban a berendelt államtitkári funkciókat. Ez idő alatt jelent meg Varga egyik legjelentősebb munkája „A Magyar Valutacsoda” címmel, amelyben a forint bevezetésével és a szanálás kérdésével foglalkozott. Javaslata az ár- és a bérrendezésre vonatkozóan nagyban hasonlított a ténylegesen bevezetett megoldáshoz, így kimutatható Varga szerepe az 1946. évi magyar hiperinflációt lezáró stabilizációs program elvi és gyakorlati előkészítésében. 1948-1949-től folyamatos támadások érték, főként az Anyag és Árhivatalban betöltött szerepe miatt, de az egyetemen is feljelentették, a sajtó is támadást indított ellene. 1948. február 1-ről 1949. március 31-ig a Miniszterelnökségre volt szolgálattételre berendelve. Gazdasági szakemberként a Tárcaközi Hitelvéleményező Bizottság elnökévé választották de az Országos Tervgazdasági Tanács tagjaként is működött. Az egyetemen az 1946-1947. és 1947-1948. tanévekben közgazdaságtant adott elő. 1947-ben a Harvard Egyetem Európában rendezett nyári tanfolyamára egyetlen európaiként felkérték, de a meghívást nyilván politikai okokból visszautasította. 1948-1949-es tanévtől újból a Statisztikai Tanszék vezetésére kapott megbízást. Ekkor már demográfiát is oktatott. Varga az egyetemen egészen 1950-ig tanított. 1950 októberében helyezték rendelkezési állományba, majd 1951. február 1-jén kényszer nyugállományba küldték.
1950 októberében a Pázmány Péter Tudományegyetemen rendelkezési állományba helyezték, ahonnan fél év múlva nyugdíjba vonult. 1951 nyarán a Delhi Egyetem (India) kérte meg, hogy decemberben tartson előadást a nemzeti jövedelem kérdéséről. A meghívást Varga nyilvánvalóan a kialakult élethelyzete miatt elhárította, de az előadás anyagát az egyetemnek a Kultúrkapcsolatok Hivatala révén megküldte. Közben mellékkeresetként hites könyvvizsgálóként is dolgozott. 1931 óta volt erről hivatalos papírja, ennek ellenére ekkor okleveles könyvvizsgálóvá képeztette magát. Oklevelét 1951-ben kapta meg. 1951-ben mintegy 60-70 önéletrajzot küldött a tudományos vagy gazdasági munkakörökre meghirdetett állásokra, gyakorlatilag mindet visszautasították. Mellőzöttségét mutatja, hogy a Tudományos Minősítő Bizottság az új törvények szerint tudományos fokozatának igazolását 1952 júliusában kelt levelében nem hagyta jóvá. Holott ez korábbi egyetemi és tudományos munkássága, állami szerepvállalásai, valamint a kapott fokozatai miatt kétségbe vonhatatlan. 1952 januárjától 1953 év február végéig a Magyar Közgazdaságtudományi Intézetben működött, mint külső szakértő. Az Akadémiai Kiadónak is bedolgozott, különböző szótárak szerkesztési munkáit volt kénytelen elvállalni.
1953-ban a Belkereskedelmi Minisztérium állandó külső szakértője lett, amelyet barátjának Bognár Józsefnek köszönhetett.
Varga István, 1956-ban számos cikkében gazdasági változásokat javasol. Jegyzetei között fennmaradt egy igen fontos történeti dokumentum ebből az időszakból. A Bibó István és mások nevéhez köthető 1956. december 8-i gépelt nyilatkozat. Ezt nem ő jegyezte, de köze volt az elkészült dokumentumhoz. Annak előkészítésében, megfogalmazásában tevékenyen részt vett. A későbbi Bibó-Göncz-Matolcsy perben tanúként hallgatták ki. Újbóli foglalkoztatása talán annak köszönhető, hogy az új rendszer ismét alkalmazta őt, hogy párttársaihoz hasonlóan megpróbált hasonulni, a kialakuló új rendszerhez, de továbbra is csak mint szakértő, gazdasági szakemberként „nem marxista” közgazdászként. 1958-tól felkérték a szovjet mintára létrehozott KNEB munkájában és később a róla elnevezett Varga-féle bizottsági munkában való rész vételre.
Mellőzöttsége 1957-ben a Közgazdasági Szakértő Bizottság vezetői pozíciójának elvállalásával ért véget. 1957 októberében az akkori művelődésügyi miniszter Kállai Gyula (1910–1996) visszaállította a korábbi egyetemi tanári státusát, de szolgálattételre az akkor már Eötvös Loránd Tudományegyetemnek nevezett egykori Pázmány helyett a Marx Károly Közgazdaságtudományi Egyetemre rendelte át. Így újra taníthatott a Marx Károly Közgazdaságtudományi Egyetemen fogyasztás-gazdaságtant és reklámot. Itt működött haláláig az egyetem Kereskedelmi Karán, a Bognár József (1917-1996) politikus, közgazdászprofesszor által vezetett Belkereskedelem Gazdaságtana tanszéken. 1960-ban került kiadásra egyetemi jegyzeteinek és a témában végzett kutatásainak legterjedelmesebb (437 oldalas, színes fotókkal illusztrált) és egyben legalaposabb munkája, mely A reklám címet kapta.
Pályafutásának ismételt fellendülését jelzi, hogy az 1950-es évek végétől és az 1960-as évek elejétől több, a Magyar Tudományos Akadémiához tartozó intézet, illetve bizottság kérte fel tudományos szakértőnek, tagnak. Külföldi kapcsolatait is feleleveníthette: lengyel, osztrák, és német egyetemek felkéréseit fogadta el. Az 1950-es évek végétől Varga István tudományos munkássága ismét fellendült, ekkor ismét rendszeresen tanulmányokat publikált külföldi angol, német, francia, olasz, lengyel szakfolyóiratokban. Az MTA levelező tagjává 1945. május 30-án választották. Azonban az MTA II. osztály tanácskozó tagjainak sorába csak 1949. november 14-én vették fel. 1959-ben Hamburgba hívták meg a Hamburgi Egyetem mellett működő Hamburgisches Weltwirtschaftinstitut felkérésére, hogy tartson előadást a szocialista pénz, fogyasztási kereslet és nemzeti jövedelemszámítások tekintetében. Ugyanebben az évben az International Association for Research in Income and Welth 1959. évi vándorgyűlését Jugoszláviában tartotta, amelyre szintén meghívást kapott. 1959-ben Lengyelországban, 1960-ban Bécsben, 1961-ben Bécsben, valamint a németországi Hamburgban, Frankfurt am Mainban és Münchenben tett látogatást, ahol az ottani egyetemek, illetve tudományos testületek felkérésére tartott többnyire a befogadó ország nyelvén előadásokat, néhányukat idegen nyelven publikálták is. 1962-ben Luxemburgban tartott előadássorozatot angol nyelven. Váratlanul bekövetkezett halála miatt már nem értesülhetett róla, hogy a luxemburgi egyetem díszdoktorává avatta.
Nemzetközi ismertsége haláláig folyamatosan nőtt. Így 1946 óta, vagyis megalakulásától kezdve tagja lett az International Association for Research into Income and Wealth-nek. Tagja volt az Econometric Society-nek és 1961-től kezdődően az ESOMAR-nak (European Society for Opinion and Marketing Research). Mindezek mellett számos más társaság, társulat tagja volt korábban is. 1931-ben a Nemzetek Szövetsége felkérésére a gazdasági világválság okait vizsgálására kiküldött népszövetségi albizottság szakértő tagja volt. 1933-tól az International Conference of Agricultural Economist tagjává és magyar csoportjának titkárává választották.
Varga István mellőzöttsége utáni visszatérésének egyik legnagyobb vállalkozása volt a róla elnevezett Gazdasági Bizottságban való szerepvállalása. A Varga Bizottság (előzményeként tekintjük, hogy 1956. december 30-án három kisgazda politikust Varga Istvánt, Bognár Józsefet és Rácz Jenőt felkérte a kormány, hogy működjenek közre „magánszemélyként” a kormány gazdasági programjában), tudósok és közgazdászok közreműködésével rövid időn belül (kb. három hónap alatt) egy átfogó gazdasági programot kellett kidolgoznia. Varga István elvállalta a bizottság elnöki tisztét 1957 februárjában és megkezdte a munkát. Volt kollégáit és egy háromtagú titkárságot szervezett maga mellé, amelyben Schmidt Ádám, Kemenes Egon és Halabuk László segítette munkáját. A Varga-féle bizottság számos tervezetet és javaslatot készített, míg végül két rész és egy összefoglaló előterjesztés készült a kormány gazdasági programja számára. Az 1957 közepére megváltozott politikai és ideológiai légkörben azonban az elkészült javaslatokkal egyetlen hivatalos szerv sem foglalkozott. Szakmai körökben éles vita bontakozott ki. A Bizottság javaslataiból akkor viszonylag kevés valósult meg, pedig a maga idejében eléggé progresszívnek mondhatóak voltak az egyes elképzelések. Azonban a munka mégsem veszett kárba, mivel az 1968-as gazdasági reform az „Új gazdasági mechanizmus” kapcsán újra az érdeklődés középpontjába került a Varga bizottság által korábban kidolgozott rendszer. Ez képezte az új reformrendszer alapját.

## Emlékezete
Sajnos a Magyar Tudományos Akadémia sohasem választotta rendes taggá, holott munkássága alapján megérdemelte volna, minden bizonnyal jó úton járt e felé de nem várt 1962-ben bekövetkezett halála miatt nem válhatott a Magyar Tudományos Akadémia rendes tagjává. A Magyar Tudományos Akadémia több közgazdasági akadémikussal együtt rehabilitálta. 1990. március 15-én posztumusz Széchenyi-díjjal tüntették ki.
A budapesti Gazdasági SZC Varga István Kereskedelmi, Közgazdasági Szakközépiskola és Szakiskola névadója.
Munkásságának és emlékének őrzéséről az unokahúga dr. Raffai Zsuzsa által létrehozott Valutacsoda Alapítvány gondoskodik. Az alapítvány az utóbbi években számos könyvet és általa írt cikket publikált. Az alapítvány elnöke: dr. Raffai Zsuzsa, titkára: Dr. Török Róbert, a tanácsadó testület elnöke: Dr. Kovács Árpád.

## Társadalmi és szakmai tevékenysége
- Budapesti Kereskedelmi és Iparkamara levelező tagja (1933-tól)
- Budapesti Általános Segélyező Egyesület alelnöke (1936-tól)
- Darányi Ignác Agrártudományos (Mezőgazdasági) Akadémia, Társaság levelező tagja (1935)
- Európai Vámegyesület magyar csoportjának elnöki tanácstagja (1933)
- Economic Society tagja (1932)
- International Conference of Agricultural Economist tagja, a magyar csoport titkára (1933-tól)* Független Kisgazdapárt végrehajtó bizottságának tagja (1948)
- Kamarai Hites Revizorok Egyesületi racionalizáló bizottság tagja (1931-től)
- Magyar Közgazdasági Társaság igazgató választmányának tagja (1928-tól)
- Magyar Mezőgazdasági Társaság igazgatótanácsának tagja (1936-tól)
- Magyar Országos Statisztikai Tanács szakértője, majd tagja (1931, 1932-1944-ig)
- Magyar Statisztikai Társaság rendes tagja (1931)
- Magyar Racionalizálási Bizottság tanácsadó és igazgatósági tagja. (1932-től)
- Magyar Rotary Club tagja, titkára (1929-től), majd főtitkára (1933)
- Magyar Társadalompolitikai Társaság tagja (1932)
- Magyar Királyi Kereskedelemügyi Minisztérium szaktanácsadója (1931-től, 1933-tól más poszton)
- Nemzetek Szövetsége – a válság okainak vizsgálására kiküldött Népszövetségi Albizottság szakértő tagja (1931)
- Országos Magyar Gazdasági Egyesület Üzemi és Számtartástani Bizottságának, szakosztályának tagja (1931, 1937-39)
- Tartalékos és Népfelkelő Tisztek és Szellemi Munkás-Katonák Országos Egyesülete tagja (1919)
- Világgazdasági Konferencia előkészítésére kiküldött szakértői Bizottság tagja, (Pénzügyminisztérium, 1933.)
- Honvédelmi és Népjóléti Minisztérium alá tartozó Közüzemeket Vizsgáló Bizottság tagja (1931-től)
- MÁV Alüzemeit Vizsgáló Bizottság tagja. (1932)
- Árelemző Bizottság tagja (1933-tól)
- Hites könyvvizsgálókat képesítő Bizottság (1930-as évek)
- Sertéshizlalási Adatgyűjtést Irányító Bizottság állandó előadója (1938-tól)
- Magyar Gazdaságtájékoztató Bizottság (1943)
- Anyag- és Árhivatal elnöke (1946-1948)
- European Society for Opinion and Marketing Research (1961)
- Elnöki Tanács tagja (1958)
- Hazafias Népfront tagja
- International Association for Research into Income and Wealth tagja (1946)
- Központi Népi Ellenőrzés tagja (1958)
- Közgazdasági Szakértő Bizottság elnöke (A „Forradalmi Munkás-Paraszt Kormány” által felállított szervezet, 1957)
- Magyar-Szovjet Művelődési Társaság tagja (1945)
- Magyar Közgazdasági Társaságot Újjászervező Bizottság tagja (1959)
- Magyar Közgazdaságtudományi Intézet szakértője (1952-1953, 1954-1957)
- Magyar Tudományos Akadémia levelező tagja, (1946) igazgatótanácsi tagja, tanácsadó tagja
- Magyar Tudományos Akadémia Demográfiai Elnöki Bizottság tagja (1960)
- Országos Béketanács tagja
- Országos Tervgazdasági Tanács tagja (1948)
- Tárcaközi Hitelvéleményező Bizottság elnöke (1948)